# Marmorirani križevec
Marmorirani križevec (znanstveno ime Araneus marmoreus) je palearktična vrsta pajkov, ki je razširjena tudi v Sloveniji.

## Opis
Dolžina telesa pri samicah je okoli 14 mm, samci so nekoliko manjši in dosežejo v dolžino le okoli 9 mm.
Mreže spletajo v grmičevju in med travo, najpogosteje na vlažnih mestih, tudi bo vodi. Mreže so postavljene vertikalno, pajek pa na plen čaka ob robu mreže v zavetju, ki si ga ustvari iz pajčevine in zvitih rastlinskih listov. Mladi pajki si zavetišča izdelajo samo iz svile. Do zavetišča potegne pajek posebno signalno nit, ki ga opozori na ujeti plen.
Samice odlagajo jajčeca v posebne svilene kokone, v katerih je običajno nekaj sto jajčec. Odlaganje jajčec poteka običajno v oktobru, mladi pajki pa iz kokonov prihajajo spomladi. Marmorirani križevec se pojavlja od sredine poletja do prve zmrzali.